# Tsvetan Petkov
Tsvetan Petkov (en búlgaro: Цветан Петков, 5 de marzo de 1956) es un deportista búlgaro que compitió en remo. Ganó dos medallas de bronce en el Campeonato Mundial de Remo, en los años 1977 y 1978.

## Palmarés internacional
| Campeonato Mundial | Campeonato Mundial        | Campeonato Mundial | Campeonato Mundial |
| Año                | Lugar                     | Medalla            | Prueba             |
| ------------------ | ------------------------- | ------------------ | ------------------ |
| 1977               | Ámsterdam (Países Bajos)  | Medalla de bronce  | Cuatro con timonel |
| 1978               | Cambridge (Nueva Zelanda) | Medalla de bronce  | Cuatro con timonel |